# Trichosteleum dicranelloides
Trichosteleum dicranelloides är en bladmossart som beskrevs av Brotherus 1890. Trichosteleum dicranelloides ingår i släktet Trichosteleum och familjen Sematophyllaceae. Inga underarter finns listade i Catalogue of Life.